# Chiềng San
Chiềng San là một xã thuộc huyện Mường La, tỉnh Sơn La, Việt Nam.
Xã Chiềng San có diện tích 33,18 km², dân số năm 1999 là 2139 người, mật độ dân số đạt 64 người/km².